# Eugamandus ricarti
Eugamandus ricarti är en skalbaggsart som beskrevs av Marc Micheli 2003. Eugamandus ricarti ingår i släktet Eugamandus och familjen långhorningar. Inga underarter finns listade i Catalogue of Life.